# Marián Valach
Marián Valach (* 28. März 1964) ist ein ehemaliger slowakischer Fußballspieler.

## Karriere
Valach begann seine Karriere beim TJ ZVL Žilina. Zur Saison 1984/85 wechselte er innerhalb der höchsten tschechoslowakischen Spielklasse zum FK Dukla Banská Bystrica. Zur Saison 1986/87 kehrte er nach Žilina zurück. Für Žilina kam er zu 38 Einsätzen in der 1. fotbalová liga, ehe er mit dem Klub 1988 aus der ersten Liga abstieg. Zur Saison 1989/90 wechselte er zum Erstligisten DAC Dunajská Streda. Für Dunajská Streda kam er zu insgesamt 14 Einsätzen.
Im Sommer 1990 wechselte Valach nach Malaysia zum Zweitligisten Negeri Sembilan FA, mit dem er die Meisterschaft gewann und in die Malaysia Super League, der höchsten Spielklasse im malayischen Fußball, aufstieg. Im Sommer 1992 schloss er sich dem Ligakonkurrenten Terengganu FC an. Nach einem Jahr bei Terengganu kehrte er wieder zu Negeri Sembilan zurück. Nach Deutschland zurückgekehrt, bestritt er in der Saison 1994/95 fünf Punktspiele in der Regionalliga Nord für den 1. SC Göttingen 05, der am Saisonende in die Oberliga Nord absteigen musste.
Daraufhin wechselte er zur Saison 1995/96 zum österreichischen Zweitligisten ASKÖ Klingenbach, für den er 26 Punktspiele bestritt und vier Tore erzielte. Mit der Mannschaft stieg er zu Saisonende ab und wechselte daraufhin zur Saison 1996/97 zum FC OMV Stadlau in die Wiener Stadtliga. In der Saison 1997/98 war er für die SV Oberwart in der Regionalliga Ost aktiv.